# London Grammar
London Grammar é um trio de trip hop britânico formado por Hannah Reid, Dan Rothman e Dominic 'Dot' Major. O seu EP de estreia no Metal & Dust foi lançado em fevereiro de 2013 pela Metal & Dust Recordings Ltd. O seu álbum de estreia If You Wait foi lançado a 9 de setembro de 2013.

## História

### 2009–2012: Início de carreira
A vocalista Hannah Reid e o guitarrista Dan Rothman conheceram-se após se juntarem numa residência durante o seu primeiro ano na Universidade de Nottingham em 2009. Rothman Reid por sua vez, conheceu Hannah através do Facebook, propondo-lhe colaborar com o seu projeto musical. O multi-instrumentista (teclado, djembe, bateria) Dot Major integrou o grupo mais tarde, após ter sido apresentado à banda pela namorada de Rothman. Em 2011, depois de concluídos os estudos, o grupo transferiu-se para Londres, dando continuidade à sua carreira musical. Até finais desse ano, o trio foi gerido por Conor Wheeler, que começou a promover o seu trabalho. A banda começou a tocar em bares locais. Em Dezembro de 2012, o trio lançou o seu primeiro single "Hey Now" no Youtube.

### 2013 - presente
O seu primeiro EP, Metal & Dust, foi lançado em Fevereiro de 2013, e alcançou o top cinco da lista do iTunes na Austrália. O grupo lançou o seu single "Wasting My Young Years" em junho de 2013, o qual foi classificado na posição número 31 na parada de singles do Reino Unido. O grupo participou, inclusive, no álbum Settle da banda de garage house e deep house Disclosure, tendo colaborado no tema de "Help Me Lose My Mind". Os London Grammar gravaram duas sessões ao vivo para a BBC Radio 1 em 2013, e tocaram em dez festivais europeus.

## Discografia

### Álbuns
| Título                     | Dados do álbum | Melhores classificações | Melhores classificações | Melhores classificações | Melhores classificações | Melhores classificações | Melhores classificações | Certificação |
| Título                     | Dados do álbum | GBR                     | AUS                     | FRA                     | IRL                     | NZ                      | ESC                     | Certificação |
| -------------------------- | --- | ----------------------- | ----------------------- | ----------------------- | ----------------------- | ----------------------- | ----------------------- | ------------ |
| If You Wait                | - Lançamento: 9 de setembro de 2013 - Discográfica: Metal & Dust Recordings Ltd / Ministry of Sound Recordings Ltd., under exclusive license to Polydor/Island, a division of Universal Music GmbH - Formatos: CD, entrega digital, vinil | 2                       | 2                       | 11                      | 13                      | 22                      | 2                       | - GBR: Oro   |
| Truth Is A Beautiful Thing | - Lançamento:9 de junho de 2017 - Discográfica: Ministry Of Sound Recordings Ltd, under exclusive licence to Universal International Music B.V. - Formatos: (a confirmar)                                                                 |                         |                         |                         |                         |                         |                         |              |
| Californian Soil           | - Lançamento:2021 |                         |                         |                         |                         |                         |                         |              |

### EP
| Título       | Dados do álbum                                                                                        |
| ------------ | --- |
| Metal & Dust | - Lançamento: 25 de fevereiro de 2013 - Gravadora: Metal & Dust Recordings - Formato: Entrega digital |

### Singles
| Ano  | Título                   | Melhor classificação | Melhor classificação | Melhor classificação | Melhor classificação | Melhor classificação | Álbum       |
| Ano  | Título                   | GBR                  | AUS                  | FRA                  | IRL                  | ESC                  | Álbum       |
| ---- | ------------------------ | -------------------- | -------------------- | -------------------- | -------------------- | -------------------- | ----------- |
| 2013 | «Metal & Dust»           | 105                  | —                    | —                    | —                    | —                    | If You Wait |
| 2013 | «Wasting My Young Years» | 31                   | 98                   | 32                   | —                    | 34                   | If You Wait |
| 2013 | «Strong»                 | 16                   | 78                   | —                    | 34                   | 16                   | If You Wait |
| 2013 | «Nightcall»              | —                    | —                    | —                    | —                    | —                    | If You Wait |

#### Colaboração com outros artistas
| Ano  | Título                                                 | Melhor posição | Álbum  |
| Ano  | Título                                                 | GBR            | Álbum  |
| ---- | ------------------------------------------------------ | -------------- | ------ |
| 2013 | «Help Me Lose My Mind» (Disclosure com London Grammar) | 79             | Settle |